# Tony Chapman
Tony Anthony Chapman es un baterista británico, especialmente activo durante la década de 1960.

## Biografía
Tocó con una de las primeras alineaciones de los Rolling Stones antes de que se establecieran los miembros permanentes de la banda. Él apareció con la banda en 1962, incluyendo una actuación en Sidcup Art College, Bexley, al que Keith Richards había asistido, y probablemente fuese el baterista de la primera presentación oficial del grupo, el 12 de julio de 1962 en el Marquee Club de Londres. 
Chapman era la persona por quien Bill Wyman se alistó a los Stones, después de haber estado en la banda The Cliftons. Fue Chapman quien hizo preguntas sobre las vacantes con los Stones y descubrió que se puede encontrar en los brazos de Wetherby en King's Road, Chelsea. Él y Wyman se presentaron a tocar a pesar de que tenía dudas sobre el estilo de blues y no le gustaba el nombre, aceptó unirse sobre una base de hacer o romper. Otro baterista, Steve Harris, también se presentó en algunas sesiones - Charlie Watts todavía estaba con Alexis Korner. 
Después de un breve periodo de tiempo Chapman sentía que no encajaba con el enfoque del grupo y lo dejó para formar una banda llamada The Preachers. No pasó mucho tiempo, después de Wyman se unió al grupo que Watts se hizo cargo de la batería.
Ya con su grupo, The Preachers había un enfoque menos salvaje. Fue una de las primeras bandas de Peter Frampton y fue producido y dirigido por Bill Wyman. Chapman fue responsable de la primera reunión entre Wyman y Frampton. Después de The Preachers, Chapman pasó a tocar la batería en el hato, donde fue miembro durante los dos primeros años, de nuevo con Peter Frampton, y también con Andy Bown (después de Status Quo) y otros.
- Datos: Q2447310